# بال‌نواری تایوانی
بال‌نواری تایوانی یا بال‌نواری فُرمُزی ( Actinodura morrisoniana ) گونه‌ای از پرندگان خانواده توکایان خندان است که در تایوان یافت می‌شود. زیستگاه طبیعی آن جنگل‌های معتدل و جنگل‌های جلگه‌ای نمناک نیمه‌گرمسیری یا گرمسیری است.